# Джуан, Стивен
Стивен Джуан (англ. Stephen Juan; 1949, Напа, Калифорния — 23 июля 2018) — австралийский антрополог. Автор 13 книг, из которых несколько стали бестселлерами.
Журналист «Сидней морнинг геральд», «Сан-геральд» (Сидней), «Дейли ньюс» (Нью-Йорк), «Реджистер» (Лондон) и «Нэйшнл пост» (Торонто). Участник теле- и радиопередач.

## Биография
Окончил Калифорнийский университет в Беркли, бакалавр антропологии, магистр педагогики, доктор философии по антропологии и педагогике.
В 1978 году переехал в Австралию и начал преподавать в Университете Сиднея, на нынешнем факультете педагогики и социальной работы. Преподавал более тридцати лет до выхода на пенсию в 2009 году, оставшись при этом исследователем им. Эшли Монтегю для общественного постижения гуманитарных наук.
Книги: «Странности нашего тела» и др.
Умер 23 июля 2018 года.